# Ь
El signo suave (Ь, ь, en ruso: мя́гкий знак, romanizado: myagkiy znak) (cursiva, Ь, ь) también conocido como yer anterior, es una letra del alfabeto cirílico. En eslavo eclesiástico antiguo, representaba una vocal corta (o "reducida") anterior. Como su compañera, el "signo duro" Ъ, el fonema vocálico que designaba fue luego en parte abandonado y en parte se unió con otras vocales. En los modernos sistemas de escritura cirílico eslavos (todos los eslavos orientales más el búlgaro y el eslavo eclesiástico), no representa un sonido individual, sino más bien indica el suavizamiento (palatalización) de la consonante precedente o (menos frecuentemente) solo tiene un uso ortográfico tradicional sin ningún significado fonético (como las palabras rusa туш 'florecer' y тушь 'tinta india', ambas pronunciadas [tuʂ], pero diferentes en género gramatical y declinación). También tiene la función de ser un "signo separador": en ruso, las vocales luego del signo suave son pronunciadas por separado de la consonante precedente y son iotadas (compárese en ruso льют [lʲjut] 'vierten/derraman' y лют [lʲut] '(él es) feroz').
En transcripción eslavista Ь y Ъ son usados para indicar los sonidos extra cortos /ĭ/ y /ŭ/ del protoeslavo respectivamente (por ej. slověnьskъ adj. ‘eslavónico’)
En las lenguas eslavas, el signo suave tiene el uso más limitado en búlgaro: desde 1945, la única posición posible es entre consonantes y <о> (por ejemplo, en nombres como Жельо, Кръстьо, y Гьончо).
La variante cirílica del idioma serbocroata (Vukovica) no ha tenido ningún signo suave desde mediados del siglo ХIX: la palatalización es representada por letras consonantes especiales en vez de este signo (algunas de estas letras, tales como Њ o Љ, fueron diseñadas como ligaduras con el signo suave). El sistema de escritura macedonio moderno, basado en la variante serbocroata, no ha tenido signo suave desde su creación en 1944.
Bajo reglas ortográficas normales, no tiene forma mayúscula pues ninguna palabra comienza con esta letra. No obstante, las tipografías cirílicas normalmente proveen de una forma mayúscula para texto todo en mayúsculas, o para usarse como elemento de varios números en serie (como series de billetes soviéticos) e índices (por ejemplo, existía un viejo modelo ruso de locomotora de vapor marcada como "Ь" — ru:Паровоз Ь).
En la romanización de palabras cirílicas, los signos suaves son típicamente reemplazados con el símbolo prima (o, alternativamente, con el apóstrofo) o simplemente ignorados (especialmente en posición final: Тверь=Tver, Обь=Ob etc.).

## Nombre de la letra
- Eslavo eclesiástico antiguo: ѥрь (yerĭ)—el significado de la palabra es desconocido
- Eslavo eclesiástico: єрь (yer')
- Búlgaro: ер малък [er ˈma.lək] ('pequeña yer'), mientras que el signo duro es denominado ер голям ('gran yer')
- Ruso: мягкий знак [ˈmʲæxʲ.kʲɪj znak] ('signo suave'), o (un nombre arcaico, mayormente antes de 1917) ерь [jerʲ]
- Ucraniano: м’який знак [mja.ˈkɪj znak] ('signo suave')
- Bielorruso: мяккі знак [mʲak.kʲi znak] ('signo suave')
- idioma croata, idioma serbio: tanko jer/танко јер ('yer fina'), o simplemente jer/јер ('yer')—mientras que el signo duro es llamado debelo jer/дебело јер ('yer gruesa') o simplemente jor/јор ('yor')